# Carboborite
La carboborite è un minerale.